# Панкалпінанг
Панкалпінанг(індон. Kota Pangkal Pinang) — місто на острові Банка, у провінції Банка-Белітунг, Індонезія. Місто є адміністративним центром провінції. Населення — 174 838 осіб (за даними перепису 2010 року).

## Клімат

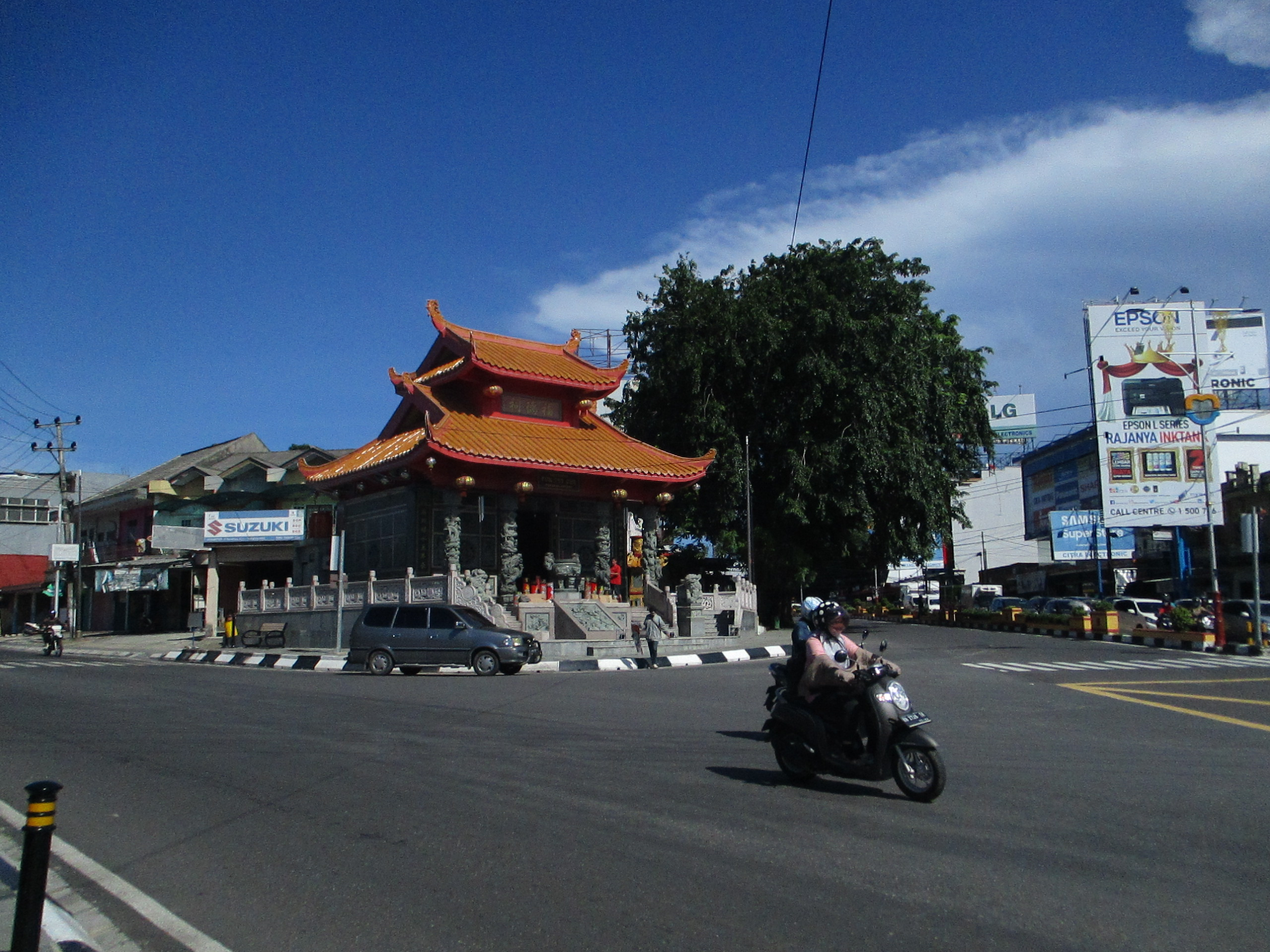
китайський храм Панкалпінанг

Місто знаходиться у зоні, котра характеризується вологим тропічним кліматом. Найтепліший місяць — травень із середньою температурою 27.8 °C (82 °F). Найхолодніший місяць — січень, із середньою температурою 26.1 °С (79 °F).
| Клімат Панкалпінанга    | Клімат Панкалпінанга | Клімат Панкалпінанга | Клімат Панкалпінанга | Клімат Панкалпінанга | Клімат Панкалпінанга | Клімат Панкалпінанга | Клімат Панкалпінанга | Клімат Панкалпінанга | Клімат Панкалпінанга | Клімат Панкалпінанга | Клімат Панкалпінанга | Клімат Панкалпінанга | Клімат Панкалпінанга |
| Показник                | Січ.                 | Лют.                 | Бер.                 | Квіт.                | Трав.                | Черв.                | Лип.                 | Серп.                | Вер.                 | Жовт.                | Лист.                | Груд.                | Рік                  |
| Абсолютний максимум, °C | 37                   | 32                   | 38                   | 33                   | 37                   | 38                   | 39                   | 42                   | 41                   | 38                   | 43                   | 39                   | 43                   |
| Середній максимум, °C   | 28                   | 28                   | 29                   | 30                   | 30                   | 30                   | 30                   | 30                   | 30                   | 30                   | 29                   | 28                   | 29                   |
| Середня температура, °C | 26                   | 26                   | 26                   | 27                   | 27                   | 27                   | 27                   | 27                   | 27                   | 27                   | 26                   | 26                   | 27                   |
| Середній мінімум, °C    | 23                   | 23                   | 23                   | 24                   | 25                   | 25                   | 24                   | 24                   | 24                   | 24                   | 23                   | 23                   | 24                   |
| Абсолютний мінімум, °C  | 21                   | 17                   | 20                   | 22                   | 21                   | 16                   | 15                   | 20                   | 21                   | 21                   | 20                   | 21                   | 15                   |
| Норма опадів, мм        | 280                  | 230                  | 240                  | 240                  | 200                  | 150                  | 130                  | 110                  | 110                  | 150                  | 230                  | 320                  | 2440                 |
| ----------------------- | -------------------- | -------------------- | -------------------- | -------------------- | -------------------- | -------------------- | -------------------- | -------------------- | -------------------- | -------------------- | -------------------- | -------------------- | -------------------- |
| Джерело: Weatherbase    |                      |                      |                      |                      |                      |                      |                      |                      |                      |                      |                      |                      |                      |

## Населення
Основне населення міста складають китайці, що говорять на діалекті хакка. Також у місті проживають малайці і представники деяких інших народів.

## Економіка
У місті розвинені такі галузі промисловості, як деревообробка, металургія, текстильне виробництво, а також народні промисли (зокрема, виготовлення плетених кошиків).
Багато жителів міста заробляють собі на життя риболовлею; рибальські судна будують і ремонтують також тут. В околицях міста вирощують різні прянощі, у тому числі, перець. У місті розвинена харчова промисловість.

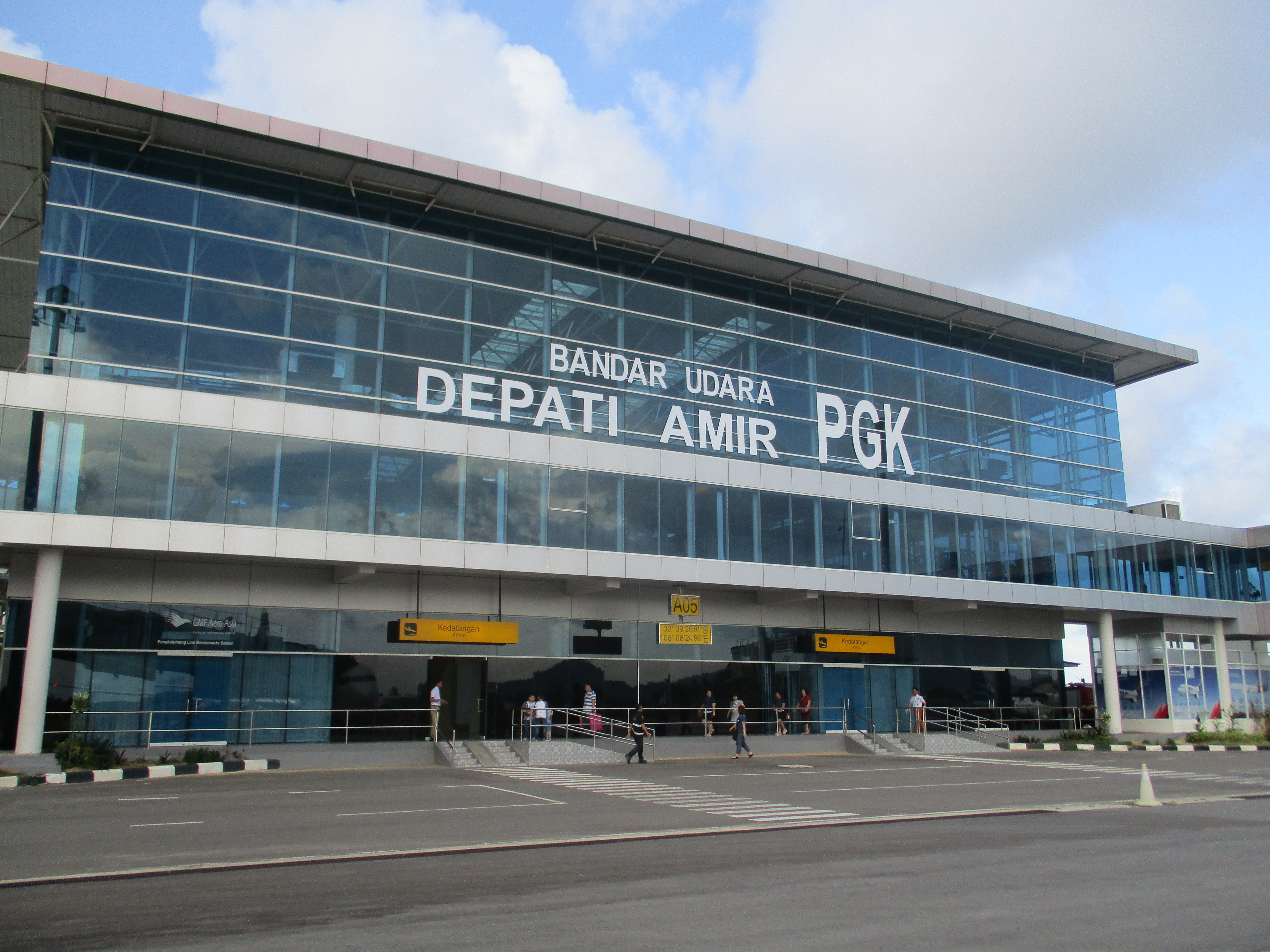
Міський аеропорт

В Панкалпінанзі є аеропорт.

## Персоналії
У місті народилася Артіка Сарі Деві, міс Індонезія 2005.

## Зовнішні посилання
- Satellite picture by Google Maps